# Takuma Sato
Takuma Sato (佐藤琢磨), nascut el 28 de gener de 1977, és un pilot de Fórmula 1 japonès.  Éss considerat un dels millors pilots d'automobilisme que ha donat el seu país.

## Començament
A diferència del pla de carrera seguida pels seus pilots compatriotes, Takuma (també conegut com a Taku) va tenir poca experiència en l'automobilisme japonès. Encara que va començar tard (als 19 anys) la seva carrera als kàrtings al Japó, Sato va viatjar a Anglaterra l'any 1998 en un intent d'inserir-se a l'automobilisme europeu. Entre 1998 i 1999, va competir en curses de Junior Formula per tot el continent. Finalment va ingressar al campionat de Fórmula 3 Britànica vers la fi de l'any 1999.
Els dos anys següents, va córrer les temporades completes a la Fórmula 3 Britànica, als quals va finalitzar tercer l'any 2000 i obtenir el campionat el 2001. En aquest període va obtenir setze victòries, incloent-hi triomfs a les competicions internacionals a Spa-Francorchamps, Zandvoort i al Gran Premi de Macau. Durant aquell any, Sato va ser pilot de proves de BAR.

## Ingrés a la F1

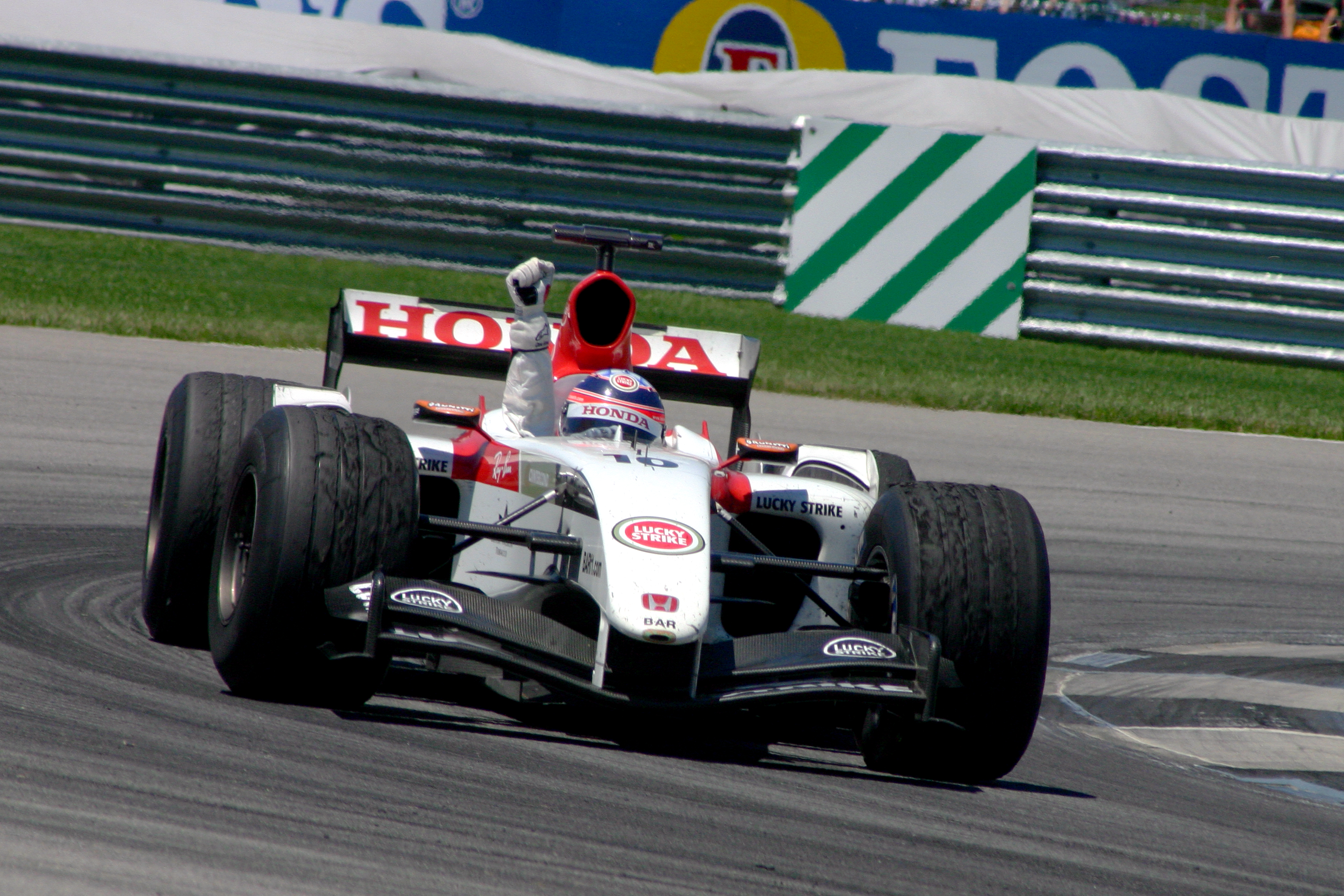
Takuma celebrant el primer podi a la F1 al G.P. dels EUA

El 2002, Takuma va passar a la màxima categoria de l'automobilisme, en part, gràcies al suport financer d'Honda que li va permetre assegurar-se un seient a Jordan. Va debutar al G.P. d'Austràlia. A la Fórmula 1, Sato es va mostrar com un pilot ràpid però molt irregular. Va arribar en el punt més baix amb una col·lisió a Mònaco a on va destrossar el seu cotxe i el del seu company d'equip.
L'any 2003, Sato va ser contractat per BAR com a pilot de proves, però ja va disputar l'última carrera de la temporada a Suzuka en substitució de Jacques Villeneuve. L'any següent, Sato ja va ocupar un dels dos seients titulars de BAR i va aconseguir a aquesta temporada el que seria el segon podi a la categoria per part d'un pilot japonès (després de l'obtingut per Aguri Suzuki el 1990), en finalitzar tercer al Gran Premi dels Estats Units. Aquest resultat va contribuir a l'obtenció del vuitè lloc final al campionat de pilots, en finalitzar la temporada amb 34 punts que també li van servir a BAR per aconseguir el subcampionat de constructors.
Per a la temporada 2005, Takuma Sato va ser confirmat com un dels dos pilots titulars de BAR, amb l'anglès Jenson Button. Degut al seu baix rendiment, BAR va prescindir dels seus serveis després d'aquesta temporada.
L'any 2006, formant part de la nova escuderia de F1 japonesa Super Aguri F1, Sato va tenir una difícil campanya en el modest equip amb un material força antiquat, en la que un treballat 10è lloc va ser el seu millor resultat. Takuma va tenir diversos companys, els japonesos Yuji Ide i Sakon Yamamoto, i el francès Frack Montagny.
Durant la temporada 2007, continua a l'equip i té de company l'anglès Anthony Davidson. Sato va tenir un paper molt destacat aquell any i va obtenir quatre meritoris punts, en finalitzar vuitè al Gran Premi d'Espanya i sisè al Gran Premi del Canadà. El veterà Sato va avançar a rivals de renom com Kimi Räikkönen, Ralf Schumacher i Fernando Alonso al circuit Gilles Villeneuve.
Després de quatre curses el 2008, l'equip Super Aguri abandona la F1 per problemes financers i deixa al pilot japonès sense equip. Posteriorment, Sato va provar el cotxe de l'escuderia Toro Rosso mirant d'entrar-hi com a pilot oficial, però no va aconseguir tornar a la categoria.

## Palmarès a la Fórmula 1
- Curses : 91
- Victòries : 0
- Podis : 1
- Millor classificació a un G.P. : 3è (EUA 04)
- Millor classificació al campionat e pilots: 8è (2004)